# Неклюдов Владлен Михайлович
Неклюдов Владлен Михайлович (нар. 13 жовтня 1973, м. Кривий Ріг, Українська РСР) — український державний діяч, юрист, економіст.
Народний депутат України від партії «Слуга Народу» у складі Верховної Ради України IX скликання. Обраний на парламентських виборах 2019 року, № 36 у списку.

## Життєпис
Владлен Неклюдов народився 1973 року у м. Кривий Ріг на Дніпропетровщині.
Закінчив юридичний факультет Київського національного економічного університету (отримав кваліфікацію юриста-економіста), юридичний факультет Одеської національної юридичної академії. 
Після закінчення вишу у 1998 році пішов працювати до прокуратури. Обіймав посаду прокурора відділу нагляду за додержанням законів органами, які ведуть боротьбу з організованою злочинністю прокуратури Дніпропетровської області. Проживає у місті Дніпрі. 2015 року брав участь у конкурсі на керівника Криворізької прокуратури №2, проте отримав низькі бали на тестуванні.
Також Владлен Неклюдов був прокурором у резонансній справі — ДТП в Кривому Розі, яка сталася у 2018 році. Внаслідок аварії у якій зіткнулися маршрутка, легкова Mazda й автобус, загинули 8 людей, ще одна людина померла пізніше в лікарні.
Обраний Депутатом ВРУ IX скликання від партії «Слуга народу» на виборах 2019 року, № 36 у списку. Голова підкомітету з питань діяльності органів прокуратури Комітету Верховної Ради з питань правоохоронної діяльності.
Член Тимчасової спеціальної комісії Верховної Ради України з питань захисту прав інвесторів.
Голова Донецької Обласної організації політичної партії «Слуга Народу».

## Законодавчі ініціативи
Автор та співавтор близько 80 законодавчих ініціатив, в тому числі більш як 60 поправок.

## Музична кар'єра
Співає трьома мовами, записує кліпи: «J'ai besoin de toi Vladlen», «Гармония любви». Свої виступи популяризує на YouTube-каналі. 
Захоплюється поезією (Тараса Шевченка, Ліни Костенко, Сергія Єсеніна, Нізамі Гянджеві, Хафіза, Фірдоусі, Омара Хаяма).

## Захоплення
З дитинства є великим шанувальником футболу. Улюблений футбольний клуб Динамо (Київ). 

## Родина
- Одружений, має двох дітей.